# Altestove, Odesa
Altestove (în ucraineană Алтестове) este un sat în comuna Nerubaiske din raionul Odesa, regiunea Odesa, Ucraina.

## Demografie
Componența lingvistică a localității Altestove
     Ucraineană (78,31%)
     Rusă (20,63%)
     Alte limbi (0,53%)
Conform recensământului din 2001, majoritatea populației localității Altestove era vorbitoare de ucraineană (78,31%), existând în minoritate și vorbitori de rusă (20,63%).